# Aprendizaje por la práctica
El aprendizaje por la práctica o aprendizaje por la ejercitación y la repetición, o lo que se conoce como aprender haciendo (en inglés: learning by doing; en francés: Apprentissage par la pratique), es un concepto respaldado por la teoría económica, que se refiere a la capacidad que usualmente tienen los trabajadores para mejorar su productividad a través de la práctica y la experiencia, es decir, cuando mejoran sus habilidades y destrezas profesionales a través de la continua repetición del mismo tipo de acciones o de tareas. Así, el aumento de la productividad se logra gracias a las mejoras continuas y graduales en el cómo hacer las cosas en cualquier proceso. Estas mejoras son consecuencia de un aumento de la destreza en la realización de un trabajo manual, o en el descubrimiento de los elementos subyacentes que afectan al resultado de un proceso en calidad o tiempo, o a la organización de las diferentes tareas necesarias para obtener el producto o servicio final. La representación gráfica de la relación entre repetición (tiempo o producción acumulada) y ganancia de productividad queda plasmada en la curva de aprendizaje (Sáenz y Salas, 2013). El aprendizaje por la práctica y la curva de aprendizaje han sido ampliamente tratados en el área de las ciencias económicas y sociales.
Este concepto de aprendizaje a través de la práctica, o sea, aprender mientras se trabaja, ha sido desarrollado y utilizado por Kenneth Joseph Arrow, en sus investigaciones y reflexiones sobre la teoría del crecimiento endógeno, para entre otras cosas mejor explicar, los efectos de los cambios tecnológicos y de las innovaciones.
Por su parte, Robert Emerson Lucas jr. (1988) ha adoptado este concepto para entender los rendimientos crecientes integrados al capital humano. En efecto, el aprendizaje por la práctica juega un rol positivo en la evolución de los países, induciendo una gran especialización en la producción, y asimismo, impulsando mejoras en los rendimientos, y proporcionando un eficaz motor para el crecimiento a largo plazo.
Recientemente, este concepto pasó a ser más popular, cuando se explicó la evolución de la economía en la teoría de la visión basada en recursos (en inglés: Resource-based view (RBV). Por ejemplo, el sistema de producción de Toyota es precisamente conocido por el método de gestión de la calidad llamado Kaizen (proceso de mejora continua basado en acciones concretas, simples y poco onerosas, y que implica a todos los trabajadores de una empresa, desde los directivos hasta los trabajadores de base), el que está explícitamente basado en el aprendizaje a través de la práctica.
En materia pedagógica, el aprendizaje mucho depende de la propia experiencia, del interés y de las motivaciones de cada alumno en aprender. Usualmente, en las instituciones escolares, o bien los aprendizajes se estructuran fundamentalmente por transmisión directa del profesor o maestro al alumno, o bien en lo esencial se organizan por transmisión indirecta (haciendo que los alumnos estudien y aprendan con base en manuales y libros escolares, CD-ROM, vídeos, y otros tipos de soportes de información), o bien se trata de aplicar ambas metodologías en forma más o menos equilibrada.
En el aprendizaje por la práctica, sin embargo, es esencial que la experiencia sea una relación en doble sentido, en donde y por una parte, el estudiante aporte mucho de sí mismo, reflexionando y meditando sobre su entorno más inmediato y sobre el mundo en general, aunque por otra parte, quien estudia también debe elaborar y asumir él mismo las consecuencias de sus propias acciones, decisiones, y prioridades, admitiendo sus propios errores y sus propias equivocaciones si esa fuera la situación (en ambos casos, la iniciativa parte pues del alumno, proyectándose su actividad y sus efectos al medio). Obsérvese que con esta orientación, se logra aprender cuando se alcanza éxito en la aplicación de métodos y en la obtención de resultados, y también se logra aprender basándose en los errores y equivocaciones que se cometen. En este entorno pedagógico, el profesor o maestro actúa como orientador o facilitador de los alumnos, tratando de que los mismos sean quienes elaboren métodos y resultados a través de sus propios descubrimientos. La productividad y el desempeño de cada quien, así se desarrolla y se potencia en forma casi natural, a través de la práctica, el autoperfeccionamiento, y las innovaciones menores. Y un esquema innovador de este tipo, por cierto puede ser aplicado también a una institución o una empresa. En una fábrica por ejemplo, debe mejorarse y aumentarse la producción tanto en cantidad como en calidad, insistiendo en el mejor uso de los equipos sin agregar nuevos trabajadores a la plantilla, y también sin requerir grandes inversiones de capital en el mejoramiento de las infraestructuras fabriles y en el más adecuado manejo de las finanzas.